# Paracataclysta fuscalis
Paracataclysta fuscalis là một loài bướm đêm trong họ Crambidae.